# Municipio de San Pablo Anicano
El municipio de San Pablo Anicano es uno de los 217 municipios que conforman al estado mexicano de Puebla. Su cabecera es la localidad de San Pablo Anicano.

## Geografía
El municipio se localiza en la parte sur del Estado de Puebla en el XII
distrito local con cabecera en Acatlán de Osorio; aproximadamente a tres horas de la ciudad de
Puebla, a 20 minutos de la cabecera del distrito, ubicado en la Mixteca Poblana. Colinda al norte
y noroeste con Acatlán, al oeste con Piaxtla, al suroeste con Tecomatlán, al sur y al suroeste
con Guadalupe Santa Ana, al este y al suroeste con el municipio de San Pedro Yeloixtlahuaca.
Según algunas versiones, hay varias mojoneras o linderos, puestos desde tiempos inmemorables,
algunos de piedra y otros más, hechos últimamente con cementos, pero sin validez la mayoría,
manifestándose el eterno problema de la tenencia de la tierra.
Actualmente existe un problema sobre la colindancia de San Pablo Anicano con los pueblos vecinos, pues hace tiempo atrás se perdió el plano de San Pablo Anicano, por lo cual, San Pedro Yeloixtlahuaca pelea terreno de este aprovechándose de la circunstancia, al igual Guadalupe Santa Ana, pues este último adoptó la localidad llamada el barrio, pero esta localidad pertenece a la región de San Pablo Anicano. El gobierno hasta ahora no ha hecho nada, por lo que los habitantes se muestran inconformes, por la falta de atención hacia este problema que debidamente se debe resolver.

## Localidades
Este municipio está conformado por las comunidades de:
- San Juan
- San Francisco
- San Agustín
- Mixquitlixco
- San Rafael La Palma
- San Miguel Tulapa
- Santa Cruz Cuahulote
- El Nanchito
- Nueva Rosita
- Francisco González Bocanegra
- Ometepec
- Pedregoso
- El Carril

## Cultura

### Monumentos coloniales
Templo parroquial en advocación de San Pablo Apóstol, construido en el siglo XVI, fue dañado drásticamente por los temblores del 15 de junio de 1999 y 19 de septiembre de 2017.
Quiosco municipal está ubicado a un costado del templo parroquial, fue contraído en 1890 y remodelado en el año 2011

### Costumbres

#### Fiesta del Señor de la Paz
La fiesta más grande es el festejo de "El Señor de la Paz", se realiza el primer martes después de la Semana Santa, también llamada la feria del "calabazo" por ser característica de esta feria, el colorido de las artesanías de Olinalá, Guerrero. Cuenta la gente que hace aproximadamente 20 años, los novios esperaban ansiosamente la feria, pues cuando alguien se casaba compraba además de su calabazo una caja de madera decorada, era señal de que pronto se casaría. Se acostumbraba a guardar el vestido de novia en esas cajitas. Aquí cabe de comentar una clara manifestación representativa de los cacicazgos, metida en la forma de ser del pueblo: cuando alguien se quería casar y era muy pobre, los papás buscaban a una tercera persona, una persona de respeto como le llamaban, que regularmente era el dueño de la tienda o de las tierras, esta persona de respeto era sinónimo de persona de dinero, a la que llamaban tehuexi, para ir a pedir la mano de una mujer. Era todo un ritual, sobre todo cuando los padres se tenían mucha estima, haciendo esperar al novio, pues en esos tiempos se casaban sin siquiera haber cruzado palabra. El Teheshi, iba preparado para la espera y si le aceptaban pronto la visita mejor, llevaba una botella de licor de moda, que casi siempre era aguardiente y cigarros para amenizar el rato. Una vez fijada la fecha de la boda, ésta se celebraba con la asistencia de casi todo el pueblo. Se bailaba "El baile de la flor" o danza del Guajolote. Las comidas típicas son el chilate de pollo, tamales de puerco, memelitas de fríjol, mole de guajolote, así como la barbacoa de chivo. Algo muy singular de este municipio, es que durante las primeras lluvias del año, la gente haciendo una auténtica fiesta popular con velas, candiles o lámparas, toda la familia se va a los márgenes del río a la captura de larvas de chicharras, mejor conocidos como "chiquilichis", para desayunar, comer y cenar este delicioso platillo que vienen a fortalecer la dieta familiar, llamados también por algunas gentes como los "mariscos de la Mixteca.
Las fechas conmemorativas de este municipio principalmente son:
- El 29 de junio, fiesta patronal de San Pedro y San Pablo.
- Todos los Santos "Fieles Difuntos" 1 y 2 de noviembre.

#### Semana Santa
Anicano es un municipio con manifiesta expresión musical, por lo que con frecuencia se realizan bailes populares en la explanada municipal.
La costumbre ha impuesto que la lucha por la tenencia de la tierra, constituyese un factor que determinó aspecto importantes; por ejemplo, el barrio de la Paz cuyas tierras eran para beneficio del Señor de la Paz, ahora se le llaman San Rafael La Paz, actualmente este barrio en el aspecto eclesiástico corresponde al Municipio de Guadalupe Santa Ana. Caso contrario sucede en la población de El Carril Providencia.

#### Baile de La Flor
La danza de la flor, en su inicio ha formado parte de ritos de amor, liturgia de alegría, siendo en nuestros días, el reflejo, dato y reminiscencia del pasado. Aquí en Acatlán es donde se desenvolvió y sigue hoy en día recobrando el valor artístico de la Dirección Musical del gran amigo acateco: Antonio Cruz Nieto Ruiz, esta danza también se practica en algunas comunidades como San Miguel Tulapa y rancherías aledañas.
Entre los instrumentos se destacaban los de cuerda y eran: El bajo quinto de espiga y dos violines, que fue llamado "Conjunto de la chichi pelada". Esta música era solicitada en los casamientos de la gente de los barrios o pueblos circunvecinos de nuestro Acatlán y de San Pablo Anicano. La mujer vestía blusa, enagua blanca y falda floreada de tela de percal, su rebozo, huaraches, collares al cuello, aretes, trenzas con moños de listones que adornaban su
cabeza, haciéndola así auténtica vestimenta de la mujer mixteca. Ésta al bailar llevaba una
canasta arreglada con flores a la pareja de los recién casados, llevando una significación de
pureza y fidelidad. El hombre vestía camisa y calzón de manta, sombrero, huaraches de gallo, pañuelo en el cuello y en la cintura, para hacer notar su gallarda y varonil figura, así como
un cotón en el hombro, llevando en el brazo izquierdo un guajolote, adornado en el pezcuezo con
un moño de listón rojo, chile ancho para darle suerte a los novios, teniendo gran
significación para la pareja de los recién casados. En esta hermosa estampa tradición
folclórica, riqueza del arte en su música como en su danza, conserva el arraigo religioso,
ancestral del pasado al presente, del amor del hombre a la mujer, cuya manifestación es
puramente popular en el presente de hombres y mujeres con entusiasmo y alegría.
Al salir los novios de la iglesia con la bendición del señor cura, y al llegar a la casa de la
novia según convenio de los padres y abuelos de los recién casados, se les bailaba los sones
de la: "La Flor" también llamada la "Danza de Guajolote" (auténtico de la región). "El Corrido",
"El Auxacado", "El son de las Mariquitas y El Palomo", retoque final del fandango que se cantaban
en versos, son la conjugación de nuestro folclore. Las parejas bailaban al encuentro de los novios y lo hacían con verdadera alegría en sus movimientos y según la música era su
interpretación. También en algunas localidades del Municipio de San Pablo Anicano como
Bocanegra o Chilzolote, Pedregoso y otras rancherías, se acostumbra bailar la danza del Guajolote, que regularmente lo realizan personas con costumbre indígenas.

## Zapatismo
En marzo de 1911 decenas de campesinos de San Pablo y pueblos aledaños se unieron al General Zapatista Jesús Chávez Carrera oriundo de Piaxtla, que con un contingente que sumaba más de 100 hombres se trasladó a Tlaxcoapan, donde se le incorporaron otros 100 hombres. Con esta fuerza ya pudo tomar el pueblo de Acatlán; en esta población declinó mando en favor de Francisco J. Ruiz, por tener este mayor preparación, pues había desempeñado el cargo de secretario del ayuntamiento.